# Perla Fuscaldo
Elba Perla Fuscaldo (1941) es una egiptóloga argentina especialista en la cerámica del Antiguo Egipto.

## Biografía
Realizó sus estudios de Historia en la Universidad de Buenos Aires, graduándose de profesora en 1965, de licenciada en 1967 y de doctora en 1968, bajo la dirección el egiptólogo Abraham Rosenvasser. 
Ha sido Profesora en la Universidad de Buenos Aires, Directora del Instituto de Historia Antigua Oriental (IHAO-UBA), Directora del Programa de Estudios de Egiptología (PREDE-CONICET), Jefa del Departamento de Egiptología (IMHICIHU-CONICET) e Investigadora Honoraria del Museo de Ciencias Naturales de La Plata. También ha dirigido la Revista del Instituto de Historia Antigua Oriental (RIHAO) y las series monográficas Anexos de la Revista de Estudios de Egiptología (REE). Actualmente es investigadora honoraria del Centro de Estudios de Historia del Antiguo Oriente (Universidad Católica Argentina).
En 2018 Fuscaldo asesoró a las autoridades argentinas sobre unas momias antiguas egipcias contrabandeadas encontradas en las afueras de Buenos Aires.
Sus investigaciones principales han sido dirigiendo la Misión Arqueológica Argentina en Tell el-Ghaba, Sinaí, en el Camino de Horus, siendo miembro de la misión arqueológica austríaca en Tell el-Dab’a, antigua Avaris, dirigida por Manfred Bietak.

## Publicaciones
- Tell el-Dab`a X: The Palace District of Avaris. The Pottery of the Hyksos Period and the New Kingdom (Areas H/III and H/VI). Part I: Locus 66. (Denkschriften  der  Gesamtakademie. Untersuchungen  der  Zweigstelle  Kairo des  österreichischen  archäologischen Institutes, herausgegeben in Verbindung mit der ägyptischen Kommission von Manfred Bietak, Band XVI). Viena, Österreichische  Akademie  der  Wissenschaften, 2000.

- (Ed.) Tell el-Ghaba, A Saite Settlement in North Sinai, Egypt (Argentine Archaeological Mission, 1995-2004). Buenos Aires, DEGIP, 2006.

- Tell el-Dab`a X: The Palace District of Avaris. The Pottery of the Hyksos Period and the New Kingdom (Areas H/III and H/VI). Part II: Two Execration Pits and a Foundation Deposit, Viena, 2010.